# Yacine Barry
Ne doit pas être confondu avec Kader Yacine Barry.
Pour les articles homonymes, voir Barry.
Yacine Barry est un homme politique guinéen.

## Carrière
Yacine Barry fait partie de la promotion 1987-1989 de l'École nationale d'administration de Paris.
Il est conseiller technique à la présidence de la République de Guinée de 1989 à 1993, puis directeur de cabinet adjoint du Premier ministre de 1996 à 1998. Il est aussi professeur de finances publiques à l'université de Conakry de 1994 à 2001. 
Il est député à l'Assemblée nationale de 2002 à 2007 ; il est notamment durant ce mandat le président de la Commission des Finances, de l'Économie et du Plan.
Il est ministre du Commerce et de la Compétitivité au sein du gouvernement Souaré du 19 juin au 24 décembre 2008.
En juin 2014, il devient conseiller du Président de l'Assemblée Nationale chargée des questions économiques et financières, poste qu'il occupe jusqu'à sa mort le 12 septembre 2020 à Dixinn.